# Sinestro Corps
Los Sinestro Corps son una fuerza intergaláctica ficticia que aparece en las publicaciones de DC Comics, especialmente en la serie Green Lantern. El nombre de esta organización ha sido traducido al español como: Corporación de Sinestro y Linternas Amarillas.
Los Sinestro Corps realizaron su primera aparición durante la Guerra de los Sinestro Corps, un crossover que se desarrolló a lo largo de las series regulares Green Lantern y Green Lantern Corps más cuatro especiales y un tie-in con la serie Blue Beetle. Este temible grupo fue creado por Sinestro, antiguo miembro de los Green Lantern Corps quien, tras su rebelión, decidió crear su propia organización para combatir a los Green Lantern Corps. Así, siguiendo reglas parecidas a las de Oa, Sinestro fundó a los Sinestro Corps, conformados por 3600 portadores de anillos que representan a los 3600 sectores espaciales en el que se ha dividido el universo. Cada integrante recibe un anillo de poder amarillo que concede a su portador un gran poder limitado tan solo por su capacidad de producir un gran temor.

## Historia

### La Profecía
Se reveló hace tiempo que en algún futuro cercano los Armeros de Qward, Ranx la ciudad viviente, los hijos del Lóbulo Blanco y el Imperio de las Lágrimas se alzarían unidos en contra de los Green Lantern Corps. Esta profecía fue largamente ignorada hasta que unos evolucionados Manhunters empezaron a aparecer por todo el universo. Hal Jordan peleó contra un Manhunter en el Sector Espacial 2814 para darle seguimiento después junto con Guy Gardner llegando al sector 3601, el cual estaba prohibido por los Guardianes del Universo. En su búsqueda, Hal y Guy se encontraron con un Warworld reconstruido habitado por miles de Manhunters. En el interior del Warworld encontraron muchos Linternas Verdes que se presumía habían muerto durante la saga de Atardecer Esmeralda a manos del entonces poseído Hal Jordan. Se reveló que el líder actual de los Manhunters en realidad Hank Henshaw, el Cyborg Superman, el cual combatió junto a sus Manhunters a los Linternas Verdes para ser finalmente vencido. Henshaw fue llevado a Oa para su interrogación por parte de los Guardianes del Universo los cuales revelaron un versículo profético del libro de las revelaciones cósmicas:

"Una cara de metal y de carne hablará de los secretos de los 52.

 El miedo se alzará

 La Fuerza de Voluntad se congregará

 Y una guerra de luz revelará la verdad detrás del anillo de poder".

Después de su interrogación, los Guardianes del Universo se enteran de que Henshaw es consciente de la existencia de los 52 universos paralelos que existen y que si la Tierra fuese destruida, esto desencadenaría una destrucción en cadena acabando con el multiverso dejando solo al universo de Antimateria en existencia.

### La rebelión de Sinestro
Sinestro fue considerado en su momento el "Mejor Green Lantern" de todo el universo. Usualmente guiaba a las fuerzas de Oa en sus ataques a los enemigos y villanos del universo. Fue elegido por los Guardianes del Universo para entrenar a Hal Jordan en el Sector Espacial 2814. A su llegada, Sinestro fue algo más que un tutor para Hal Jordan, se convirtió en su amigo y uno de los pocos Linternas Verdes en que Sinestro realmente confiaba.
La caída de Sinestro ocurrió cuando Hal Jordan descubrió que Sinestro mantenía el orden de su planeta natal Korugar bajo miedo. Siniestro utilizaba el miedo y la opresión para mantener bajo control a Korugar, por lo que Jordan lo denunció ante la corte de los Guardianes del Universo, que lo castigaron con un exilio indefinido al universo de antimateria como castigo. Llegó al planeta de Qward, donde conoció a los Armeros de Qward, que le dieron el anillo de poder amarillo. Después de varias batallas en contra de los Linternas Verdes, Sinestro fue de nueva cuenta detenido y esta vez aprisionado dentro de la Batería de Poder Central en Oa.
Fue ahí donde Sinestro se topó con la entidad cósmica de Parallax. Este parásito estelar es en realidad el miedo en si, el cual es representado por el color amarillo del espectro emocional del universo. Millones de años atrás Parallax fue aprisionado por los Guardianes del Universo en la Batería Central de poder, donde permaneció dormido hasta su encuentro con Sinestro. Esta era la razón por la cual los Linternas Verdes tenían debilidad sobre el color amarillo, ya que Parallax influía miedo en el espectro emocional amarillo. Sinestro utilizó su anillo amarillo para comunicarse con Parallax, despertándolo para finalmente aliarse con él. Juntos planearon la caída de Hal Jordan misma que provocó la casi destrucción total de la Green Lantern Corps.

### El reclutamiento
Todo miembro reclutado por los Sinestro Corps es llevado por el anillo de poder hasta Qward, el planeta réplica negativo de Oa (hogar de los Guardianes del Universo). Bien llevado por la fuerza (como Amon Sur) o voluntariamente (como Arkillo) el anillo crea un portal entre ambos universos para que el recluta reciba su instrucción, tanto física como psicológica. Potenciando sus cualidades físicas y mejorándolas hasta el límite, su mente también recibe un aleccionamiento extremo. Parte de la instrucción de reclutas de los Sinestro Corps consiste en introducirse en una "Cuna del Miedo", una especie de concha extraterrestre en donde, totalmente desnudo, el recluta debe entrar para quedar a oscuras en su interior y así enfrentarse a sus propios temores para superarlos y convertir su miedo en la fuente de su poder. De esa manera cada recluta encuentra su propio sistema de imbuir de miedo a cuantos le rodean. Lyssa Drak, guardiana del Libro de Parallax (la contrapartida maligna del Libro de Oa, piedra angular de la filosofía y métodos de los Guardianes del Universo), es la encargada de supervisar dicho proceso, recopilando en el libro del miedo que el recluta ya haya absorbido para que el recluta encuentre el suyo propio. Una vez dicho recluta supera la prueba la Cuna del Miedo se abre y el recluta recibe su título de miembro de los Sinestro Corps.

## Estructura
Está compuesta por los mismos 3.600 Sectores más el Universo de Antimateria correspondiente al Sector -1. Su Base de Operaciones se encuentra en Qward, sede del Cuartel de los Sinestro Corps.

## Miembros
- Sinestro
- Batman
- Arkillo
- Amon sur
- Y aproximadamente más de 3,000 miembros más

## Juramento
El juramento de los Sinestro Corps es una inversión al juramento original de los Green Lanterns, y reza de la siguiente manera:
"En el día más oscuro, en la noche más brillante, 
Teme a tus miedos hechos luz. 
Que aquellos que pretendan oponerse a lo que es bueno, 
Ardan como mi poder...¡¡LA LUZ DE YELLOW LANTERN!!" 

A pesar de que la traducción fue bien realizada hay pequeños detalles que cambian su significado respecto al juramento original inglés, al cambiar algunas palabras (en la última parte). El juramento original dice:
"In blackest day, in brightest night, 
Beware you fears made into light. 
Let those who try to stop what's right, 
Burn like my power...SINESTRO'S MIGHT!! 

Originalmente, y descontando a Sinestro, los diferentes miembros de los Sinestro Corps suelen recitar "burn like his power" (ardan como su poder, al español), en referencia al propio Sinestro, creador del cuerpo.

## Armas
Al igual que sus análogos universales los Green Lanterns Corps, los Sinestro Corps portan un anillo de poder como única arma. Este lleva un símbolo creado por el propio Sinestro, que a su vez imita el símbolo del propio Parallax, el parásito cósmico encarnación viviente del miedo en todo el universo. A diferencia de los anillos originales verdes, los anillos amarillos tienen una capacidad letal en todo momento, y su energía amarilla, opuesta a la verde, es capaz de atravesar los campos de fuerza que los Green Lanterns usan como protección. Al igual que los anillos originales deben ser recargados cada 24 horas usando una batería de poder amarilla, la cual no genera la energía amarilla (como sí hacen las baterías verdes) si no que actúan de catalizador, recogiendo el miedo de su portador y transformándolo en energía pura. Los anillos de los Sinestro Corps. poseen los mismos poderes que Green Lanterns como manipulación de la energía, capacidad de vuelo y de sobrevivir al vacío espacial, pero poseen también el poder de ser un puente entre el universo físico per se y el universo de antimateria de Qward, donde el cuerpo tiene su sede, pudiendo llevar allí a su portador en cualquier momento.

## En otros medios

### Televisión
- En Batman: The Brave and the Bold, se presenta una versión del universo alternativo de Sinestro como héroe en la tierra de Sindicato de la Injusticia. Posee una ligera variación de su uniforme de Sinestro Corps.
- Los Sinestro Corps aparecen en Justice League Action. Los miembros conocidos son Sinestro y Despotellis. En "The Ringer", Sinestro estaba luchando contra Hal Jordan mientras Despotellis estaba protegiendo la batería de Sinestro Corps en el anillo de Sinestro incluso cuando Superman, Wonder Woman y Atom se unieron a la pelea. Cuando Atom derrotó a Despotellis cambiando su estructura química, esto provocó un cortocircuito en el anillo de Sinestro, lo que permitió a Green Lantern derrotar a Sinestro.

### Película
- En la película animada Green Lantern: First Flight, cuando a Sinestro se le entrega la batería y el anillo amarillos, su uniforme de Green Lantern se transforma en un uniforme exactamente igual que su uniforme de Sinestro Corps en los cómics, completo con el mismo símbolo. Aparte del uniforme, sin embargo, hay indicios sutiles de que Sinestro tenía los mismos planes para una fuerza militar organizada.
- Los Sinestro Corps aparecen en Green Lantern: Emerald Knights como parte de una profecía que Atrocitus le cuenta a Abin Sur. Además de Sinestro, se presentan varios miembros destacados: Arkillo, Lyssa Drak, Kryb, Maash, Karu-Sil, Romat-Ru, Slussh y Tri-eye.
- El segundo tráiler de la película Green Lantern de 2011 contiene un segmento corto que presenta el símbolo del Sinestro Corps. La escena final de la película también presenta a Sinestro poniéndose un anillo amarillo, con lo cual su uniforme cambia al del Sinestro Corps.

### Videojuegos
- Los miembros del Sinestro Corps hacen un cameo durante el final de Hal Jordan representado en Mortal Kombat vs. DC Universe. Se les muestra luchando contra el Green Lantern Corps por el control de la Pirámide de Argus.
- Los Sinestro Corps aparecen en DC Universe Online. Los anillos de Sinestro Corp han estado experimentando mal funcionamiento y culpan a los Green Lanterns. Arkillo aparece como una recompensa por Heroes.
- En el videojuego Green Lantern: Rise of the Manhunters, mientras que los Sinestro Corps no aparecen directamente, los Manhunters adquieren poderes similares a los Sinestro Corps cuando intentan aprovechar el poder de la energía amarilla contenida por los Guardianes para usar como un arma contra el Green Lantern Corps.
- La versión Sinestro Corps de Batman es un aspecto jugable en la versión de PlayStation 3, Xbox 360 y Microsoft Windows de Batman: Arkham City. La máscara se puede desbloquear usando un código contenido en el Blu-ray de la película Green Lantern (código solo disponible para PS3), comprando el Arkham City Skins Pack que incluye todas las máscaras disponibles (que está disponible para PlayStation 3, Xbox 360 y Microsoft Windows.[1]), o comprando la edición "Juego del año" de Arkham City. El traje también está disponible en Batman: Arkham City Armored Edition para el Nintendo Wii U.
- En el universo paralelo de Injustice: Dioses entre nosotros, Hal Jordan se ha unido al Sinestro Corps en su papel de ejecutor del régimen de Superman, con Sinestro como otro agente del régimen. La transformación de Hal en "Yellow Lantern" fue el resultado de que Sinestro lo interpretó y acusó a Guy Gardner de la muerte de John Stewart, a quién Sinestro asesinó a espaldas de Hal. Cuando Superman casi es asesinado por una bala de kriptonita disparada por Black Canary, un anillo de poder amarillo lo encuentra y lo usa para quitar la bala. Luego aparentemente mata a Canary mientras se convierte en miembro del Sinestro Corps. Nightwing, que en esta realidad es Damian Wayne, se convierte en miembro del Sinestro Corps en su final para un jugador.
  - La secuela del juego Injustice 2 revela que Doctor Fate realmente salvó a Canary del ataque de Sinestro, y que fingió su muerte enviándola a otro universo donde murió en lugar de Green Arrow de su universo, hasta que ella y su hijo regresen a su universo junto con el Green Arrow alternativo, después de la derrota de Regime. En los cómics de la precuela del juego, se muestra que, en algún momento durante su rehabilitación, Hal Jordan se enteró de la verdad detrás de la muerte de John Stewart y, enfurecido por haber sido manipulado por Sinestro para asesinar a Guy Gardner, atrae a los Red Lantern Corps, quienes intentan para que se una a sus filas. En el final de Hal, Sinestro escapa de su celda donde supuestamente murió durante los ataques de los Red Lanterns y Starro, lo que obligó a Hal a convertirse en un Yellow Lantern una vez más e ir de incógnito para detenerlo, aunque expresa su preocupación de que el espectro de miedo del anillo pueda tomar. sobre su mente.
- Los Sinestro Corps aparecen en Lego Batman 3: Beyond Gotham. Sinestro y Arkillo se presentan como personajes jugables, mientras que el uniforme de Batman Sinestro Corps aparece como una máscara alternativa descargable para el personaje.